# Unperson
Unperson ist die Bezeichnung für einen unerwünschten oder für schlecht gehaltenen oder erklärten Menschen. Dies kann sich etwa darauf beziehen, dass die Person von den Medien ignoriert wird.
Auch von staatlichen Stellen kann das Ignorieren verordnet werden. So können (nicht nur in Diktaturen) Personen mit Rede- oder Veröffentlichungsverboten belegt werden oder sie werden in öffentlichen Äußerungen nicht mehr genannt oder aus früheren Veröffentlichungen entfernt.
Ähnliche Bedeutung hat „Unperson“ außerdem als Romanbegriff in Neusprech aus 1984 für Personen, an die jegliches Andenken gelöscht wurde. Es wird so getan, als habe der Betreffende nie existiert.

## Unpersonen im Film
Das Kieler Lexikon der Filmbegriffe definiert den Begriff der Unperson als „eine Nebenfigur, deren Tod den Zustand der erzählten Welt, die Größe und Nähe der Gefahr oder das nahende Ende anzeigt.“ Nach Andrew Sarris tragen Unpersonen keine besondere Sympathie.

## Soziologische Dimension
Als Unpersonen werden im alltäglichen Leben Menschen bezeichnet, die für die sich darstellende Szene zwar wesentlich, wenn nicht sogar unentbehrlich, jedoch in den eigentlichen Handlungsablauf nicht integriert sind (oder eine Nebenrolle spielen). Etwa Kellner für eine Abendgesellschaft, Reinigungspersonal für Büroangestellte, Leibwächter für Personen des öffentlichen Lebens usw. Im letzteren Beispiel wurden auf Fotos früher oft deren Augen hinter einem Balken versteckt (um so den Unpersonenstatus zu dokumentieren).
Der Begriff Unperson in diesem Sinne ist also eher eine Handlungsanweisung für die Hauptakteure (und Betrachter) einer Szene, die Unperson nur so weit zu berücksichtigen, wie es für die Erfüllung der der Unperson zugeschriebenen Aufgabe (Rolle) nötig ist, oder die Unperson ganz zu ignorieren.